# آئویی یامادا
آئویی یامادا (انگلیسی: Aoi Yamada؛ زادهٔ ۲۴ ژوئن ۲۰۰۰) رقصنده، مدل (شخص)، و طراح رقص اهل ژاپن است.
از فیلم‌ها یا برنامه‌های تلویزیونی که وی در آن نقش داشته است می‌توان به روزهای عالی اشاره کرد.